# (277475) 2005 WK4
(277475) 2005 WK4 (parfois écrit 2005 WK4) est un astéroïde géocroiseur découvert par le Siding Spring Survey. Il a approché la Terre le 5 août 2013.
2005 WK4 a été observé le jour de ce périgée par l'unité robotique PlaneWave de 17″ du Virtual Telescope afin de faire des mesures astrométriques visant à préciser son orbite. Il se situait alors à ce moment à environ 4,3 millions de kilomètres de nous et avait une vitesse apparente de 17″/minute.